# سيدي محمد ولد الشيخ عبد الله
سيدي محمد ولد الشيخ عبد الله (عام 1938 - 23 نوفمبر 2020،) هو الرئيس السابع للجمهورية الإسلامية الموريتانية وأول مدني ينتخب شعبيا لرئاسة البلاد، حيث حكمها من 19 أبريل 2007 حتى تمّ الانقلاب عليه من قِبل قادة جيشه يوم 6 أغسطس 2008.
شغل عدّة حقائب وزارية في بلاده موريتانيا على فترات متفاوتة خلال سبعينيات وثمانينيات القرن العشرين، قبل أن يترشّح لرئاسة البلاد (بدعم من الجيش) في رئاسيات 2007 ويفوز بها بنتيجة 53% في الشوط الثاني، لكن حكمه لم يستمر طويلاً، إذ سرعان ما نشب خلاف بينه وبين قادة الجيش الذي كانوا أبرز داعميه، فأدّى الخلاف في النهاية إلى إقدامه على إقالتهم، ليقوموا بإزاحته في انقلاب أبيض قاده الجنرالان محمد ولد عبد العزيز و‌محمد ولد الغزواني (الذين تناوبا على حكم البلاد لاحقا) بعدها بساعات قليلة، ولم يستمر حكمه سوى 16 شهراً فقط.
وُلد سيدي في قرية لمدن التابعة لمدينة ألاك (عاصمة ولاية البراكنة الموريتانية) وتلقى تعليمه الابتدائي في مدينته الأم ألاك، والإعدادي في مدينة روصو (عاصمة ولاية الترارزة)، فيما حصل على الباكلوريا من ثانوية وليام بونتي بالعاصمة السنيغالية دكار، وهناك بدأ دراسته الجامعية، ثم أنهاها في فرنسا، حيث حصل على دبلوم الدراسات المعمقة في الاقتصاد سنة 1968 في مدينة غرنوبل.
تولى خلال حكم الرئيس المختار ولد داداه (أول رئيس لموريتانيا) جملة من المسؤوليات والمناصب لعلّ من أبرزها توليه منصب مدير التخطيط بداية سبعينيات القرن العشرين، ثم منصب وزير الدولة المكلف بالاقتصاد من عام 1971 وحتى 1978، وقد سُجن مع غيره من أعضاء حكومة ولد داداه بعد انقلاب العشر من تموز 1978 الذي أنهى حكم أول رئيس للبلاد. كما سبق له العمل مستشارا للصندوق الكويتي للتنمية من عام 1982 حتى 1985.

في عهد الرئيس ولد الطايع عُيِّن وزيرا للمياه والطاقة، ثم وزيرا للاقتصاد والصيد البحري سنة 1986. ثم دخل السجن ثانية إثر قضية سوء تسيير تتعلق بالصيد إلى جانب وزير المالية ومحافظ البنك المركزي، إلا أنهم خرجوا من السجن بعد فترة وجيزة دون محاكمة.

وبعد أن اعتزل السياسة لنحو عقدين من الزمن كان ولد الشيخ عبد الله مِن أول مَن أعلن ترشحه لرئاسة البلاد في رئاسيات 2007 التي اعتُبرت أول انتخابات حرة تشهدها البلاد على الإطلاق، واستطاع الظفر بمقعد الرئاسة بعد فوزه في الشوط الثاني للانتخابات بنسبة 53%.

## بداياته وتاريخه المهني
وُلد سيدي محمد عام 1938 بقرية «لمدن» التابعة لمقاطعة ألاك، عاصمة ولاية البراكنة، والواقعة على بُعد 250 كلم شرق العاصمة الموريتانية نواكشوط، على طريق الأمل الذي يربط العاصمة بأغلب ولايات الداخل، وينحدر ولد الشيخ عبد الله من أسرة لها مكانة اجتماعية ودينية معتبرة في البلاد.

تلقى تعليمه الابتدائي بمقاطعته الأم (ألاك)، ودرس الإعدادية بعاصمة ولاية الترارزة، مدينة روصو (200 كلم جنوب العاصمة نواكشوط)، والمحاذية لنهر السنغال الذي يفصل موريتانيا عن الجارة السنغال، أكمل دراسته الثانوية في ثانوية ”ويليام بونتي“ بالعاصمة السنيغالية دكار، حيث حصل على الباكلوريا هناك، وبدأ دراسته الجامعية كذلك في السنغال، قبل أن يُكملها في فرنسا حيث حصل على دبلوم الدراسات المعمقة في الاقتصاد سنة 1968 في مدينة غرونوبل.
وبعد إنهاء مشواره الدراسي عاد للبلاد وشغل منصب مدير التخطيط بداية سبعينيات القرن العشرين ضمن حكومة الرئيس المختار ولد داداه، ثم عيّن في منصب وزير الدولة المكلف بالاقتصاد من سنة 1971 إلى 1978، وكان ولد الشيخ عبد الله عضواً في حكومة ولد داداه حينما تمّت إزاحة هذا الأخير في انقلاب العاشر من يوليو 1978 الذي نفّذه قادة في الجيش الموريتاني بقيادة العقيد المصطفى ولد محمد السالك، وقد قام الضباط المشكلون لما عُرف بالمجلس العسكري للإنعاش الوطني بسجن ولد الشيخ عبد الله رفقة زملائه في الحكومة المطاح بها.

بعد الانقلاب دخلت البلاد مرحلة ساخنة من الصراعات داخل المؤسسة العسكرية، وتعاقب على حكم البلاد عدة رؤساء في فترة وجيزة، ولم يستتب الحكم سوى للعقيد معاوية ولد الطايع بعد أزيد من 6 سنوات من الإطاحة بالحكم المدني، وقد عُيّن ولد الشيخ عبد الله في الحقبة الأولى من حكم ولد الطايع وزيرا للمياه والطاقة ثم وزيرا للاقتصاد والصيد البحري سنة 1986، لكنه خرج من الحكومة مبكراً وتم سجنه ثانية، وتلقى اتهامات بسوء تسيير تتعلق بالصيد إلى جانب وزير المالية ومحافظ البنك المركزي إلا أنه خرج من السجن بعد فترة وجيزة دون أن يُحاكم.

## الانقلاب عليه
فاز سيدي برئاسة موريتانيا في الانتخابات التي أجريت في مارس 2007، لكن فترة حكمه لم تدم طويلاً، إذ سرعان ما نشبت في البلاد أزمة سياسية أدّت إلى تغيير الحكومة أكثر من مرة في ظرفية وجيزة، ثم تفاقم الوضع بعد أن احتدّ الخلاف بين الرئيس وقادته العسكريين الذين كانوا أكبر داعميه، ما جعله يقيل أربعة من أكبر قادة الجيش، من ضمنهم الجنرال محمد ولد عبد العزيز الذي سرعان ما قاد انقلابا أبيض أطاح فيه بحكم الرئيس سيدي واحتجزه.
أطيح به إثر انقلاب عسكري تزعمه الجنرال محمد ولد عبد العزيز في 6 أغسطس 2008 بسبب عزله لقادة الجيش بسبب التدخل في السياسة. قاوم سيدي الانقلاب ولم يرض بالأمر الواقع متحملا السجن ثم الإقامة الجبرية وساندته مجموعة أحزاب سمت نفسها «الجبهة الوطنية للدفاع عن الديمقراطية» في العمل على إفشال الانقلاب، ولكن فشل الطرفان في تحقيق هذا الهدف، وكل ما تحقق لهما هو التوصل إلى اتفاق في العاصمة السنغالية داكار، سمح للرئيس بإعلان استقالته في إشارة إلى استمرار شرعيته خلال أشهر الانقلاب.
في 27 يونيو 2009 ألقى الرئيس سيدي محمد ولد الشيخ عبد الله خطابا أعلن من خلاله تخليه الطوعي عن السلطة، بعد أن وقع على مراسيم إقالة الوزير الأول السابق يحيى ولد أحمد الوقف وحكومته، وتكليف الوزير الأول الذي عينه العسكر وتم التوافق عليه مولاي ولد محمد الأغظف، وتعيين أعضاء حكومة الوحدة الوطنية الانتقالية.

## ما بعد الرئاسة
بعد الرئاسة وضع تحت الإقامة الجبرية في مسقط رأسه لمدن وظل هناك حتى مات ويذكر انه حضر عيد الاستقلال عام 2020

## وفاته
توفي يوم الاثنين 23 نوفمبر 2020 ميلاديّا، الموافق 8 ربيع الآخر 1442 هـ هجريّا، عن عمر ناهز 82 عامًا، إثر تعرضه لوعكة صحية نُقل على أثرها إلى إحدى العيادات الخاصة في نواكشوط حيث توفي فيها، وذلك بعد أيام من عودته من رحلة علاجية في تركيا.

## وصلات خارجية
- سيدي محمد ولد الشيخ عبد الله على موقع الموسوعة البريطانية (الإنجليزية)
- سيدي محمد ولد الشيخ عبد الله على موقع مونزينجر (الألمانية)